# Boophis laurenti
Espèce
Synonymes
- Rhacophorus andringitrensis Millot & Guibé, 1950
- Rhacophorus brygooi Guibé, 1974

Statut de conservation UICN

 EN B1ab(iii) : En danger
Boophis laurenti est une espèce d'amphibiens de la famille des Mantellidae.

## Répartition
Cette espèce est endémique de Madagascar. Elle se rencontre entre 1 500 et 2 650 m d'altitude dans le massif d'Andringitra,.

## Description
Boophis laurenti mesure de 30 33 mm pour les mâles et de 40 à 43 mm pour les femelles. Son dos est brun avec de nombreuses taches et veinules de couleur jaune vert. Une série de taches blanches surligne la lèvre supérieure. Son ventre est blanchâtre avec, chez certains individus, des marques blanches et noires au niveau de la gorge.

## Étymologie
Cette espèce est nommée en l'honneur de Raymond Ferdinand Laurent.

## Publication originale
- Guibé, 1947 : Description d'un batracien nouveau de Madagascar (Boophis laurenti n. sp.) et synonymie de plusieurs espèces du genre Boophis. Bulletin du Muséum National d'Histoire Naturelle, sér. 2, vol. 19, p. 438-439.